# Vincent Poirier (acteur)
Pour les articles homonymes, voir Vincent Poirier et Poirier (homonymie).
Vincent Poirier est un acteur, animateur, scénariste et improvisateur franco-ontarien.

## Biographie
Originaire d'Ottawa, Vincent, a obtenu sa formation en théâtre et en communication à l'Université d'Ottawa. Il est très actif dans le milieu de la culture franco-ontarienne. À la télé, on l’a vu incarner des rôles majeurs dans plusieurs séries à Radio-Canada et TFO. Au théâtre, Vincent a participé à de nombreuses productions, tant à dans la région d’Ottawa, qu’un peu partout au pays en tournée. Il est aussi un fier membre-fondateur du collectif Improtéine, un groupe d'humour et d'improvisation avec lequel il a donné plus de 800 spectacles partout au Canada. Depuis 2009, Vincent a ajouté la corde scénariste pour la télévision à son arc. Il est - entre autres - concepteur et auteur de Motel Monstre, série pour laquelle il a été finaliste aux Prix Gémeaux dans la catégorie Meilleur texte : jeunesse, en 2013 et en 2014 . Il est présentement le collaborateur à 100% Local de Radio-Canada. Vincent défend les couleurs de l'Ontario à cette émission, dont il a remporté la saison 2, 5 et 6. Aussi, il a tissé des liens de complicité avec les autres collaborateurs du show, Tammy Verge, Laura Lussier, Christian Essiambre et Nicolas Ouellet l'animateur du show.

## Théâtre

### Pièce
- 2004: Les Noces de Marie
- 2004: La Belle et la Bête
- 2005: Des Fraises en janvier
- 2006: Libérés sur paroles
- 2006: L'Hypocrite
- 2006-2007 et 2016: Silence en coulisses
- 2007: Tomber du nid
- 2008: Légendes de crapauds
- 2008: J.F cherche homme désespérément
- Les 7 jours de Simon Labrosse
- 2009-2010:L'Illusion comique
- 2010: Les Médecins de Molière
- 2012: Boeing Boeing

### Spectacle
- 2004-… : Improtéine

## Filmographie

### Télévision
- 1999 - 2003 : Science point com : Patrick
- 2003 - 2006 : FranCœur : Guillaume Bérubé
- 2004 : Faites le 2 : Colin et autres
- 2007 : Pointe-aux-chimères : Félix
- 2008 - 2010 : Moitié moitié I à IV : Gabriel
- 2012 - 2016 : Motel Monstre : Charles
- 2014 : Le Rêve de Champlain : Jean Duval
- 2014 et 2016 : Toi & moi I et II : Floss
- 2018 -2020… : Medhi et Val : Seigneur de Tircavel[3]
- 2018 : La Malédiction de Jonathan Plourde : Karl

### Animation
- 2004 : C'est d'mes affaires! : Animateur
- 2012 : Au défi : Animateur
- 2014 - 2015 : Boum c'est canon! I et II : Chroniqueur
- 2016-2019 : 100% Local : Collaborateur
- 2017 : Vraiment Top : Narrateur
- 2017
- 2018 Échappe toi si tu peux, où il incarne le Professeur Kloridrik

ainsi que le Gala des prix Trille Or : Animateur
- 2019- … : Hors Québec : Animateur
- 2020 : Bonsoir Bonsoir : Collaborateur
- 2021-… : Tout inclus : Collaborateur

### Cinéma
- 2018 : Noël en boite : Paul Lapierre

### Webtélé
- 2017 - 2018 : Improtéine Limitée : Lui-même